# Vegetatieaspect

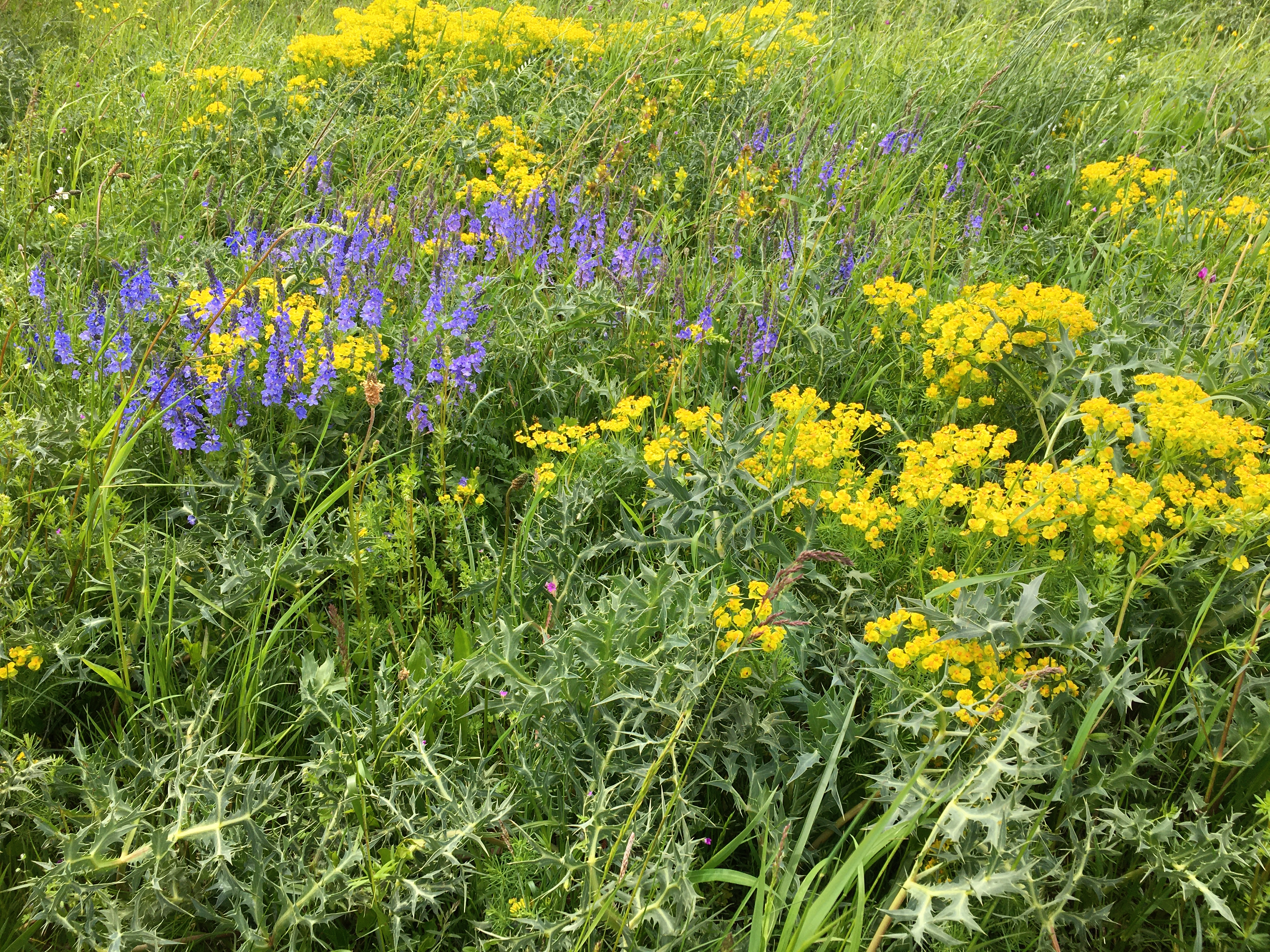
Het voorjaarsaspect van een vegetatie van de associatie van sikkelklaver en zachte haver wordt vooral gekenmerkt door de geel- en paarsblauwbloeiende kruiden.

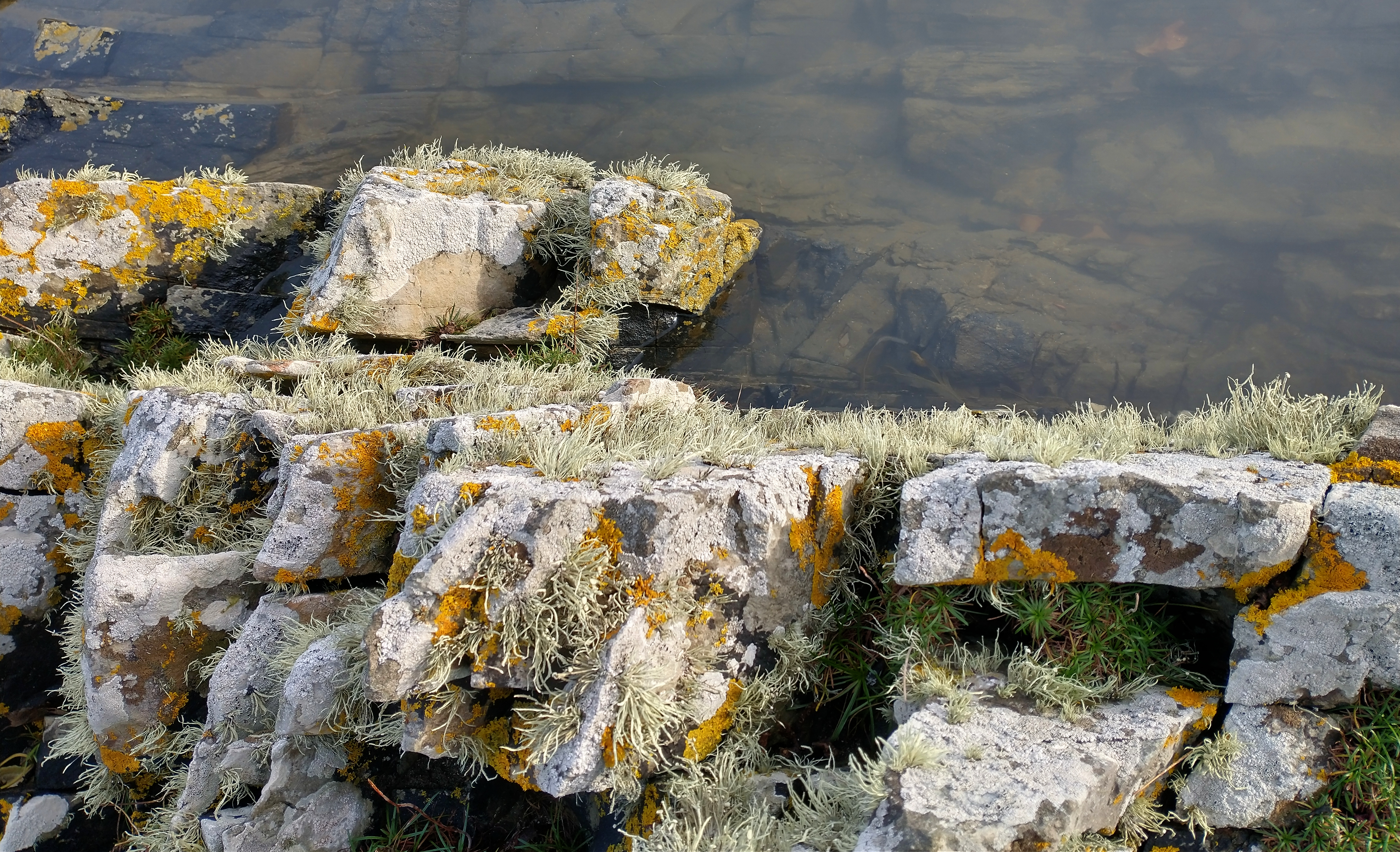
Vegetatieaspect van de associatie van gewoon kusttakmos

Met een vegetatieaspect ofwel aspect (Latijn: aspectus) bedoelt men een bepaald aanzicht van de vegetatie. De term wordt gebruikt om allerlei vegetatietypen – veelal formaties of syntaxa – te kunnen benoemen in een fysiognomische context.
Bij veel vegetatietypen is de fysiognomie sterkt gerelateerd aan de fenologische toestand van de vegetatie, waardoor vegetatieaspecten steeds via een jaarcyclische wijze veranderden. Daarom wordt bij een vegetatieaspect vaak het seizoen (soms ook een specifieke maand) genoemd; vaak spreekt men dan van seizoenaspecten, bijvoorbeeld een winteraspect of voorjaarsaspect. Vaak worden seizoenaspecten veroorzaakt door aspectbepalende bloeiende vaatplanten of fertiele (korst)mossen, die gedurende een bepaalde tijd van het jaar opvallen. Ook kan bijvoorbeeld door de afbraak van chlorofyl in de chloroplasten van de bladeren van bepaalde plantensoorten een uitgesproken herfstaspect met herfstkleuren optreden in de herfst.

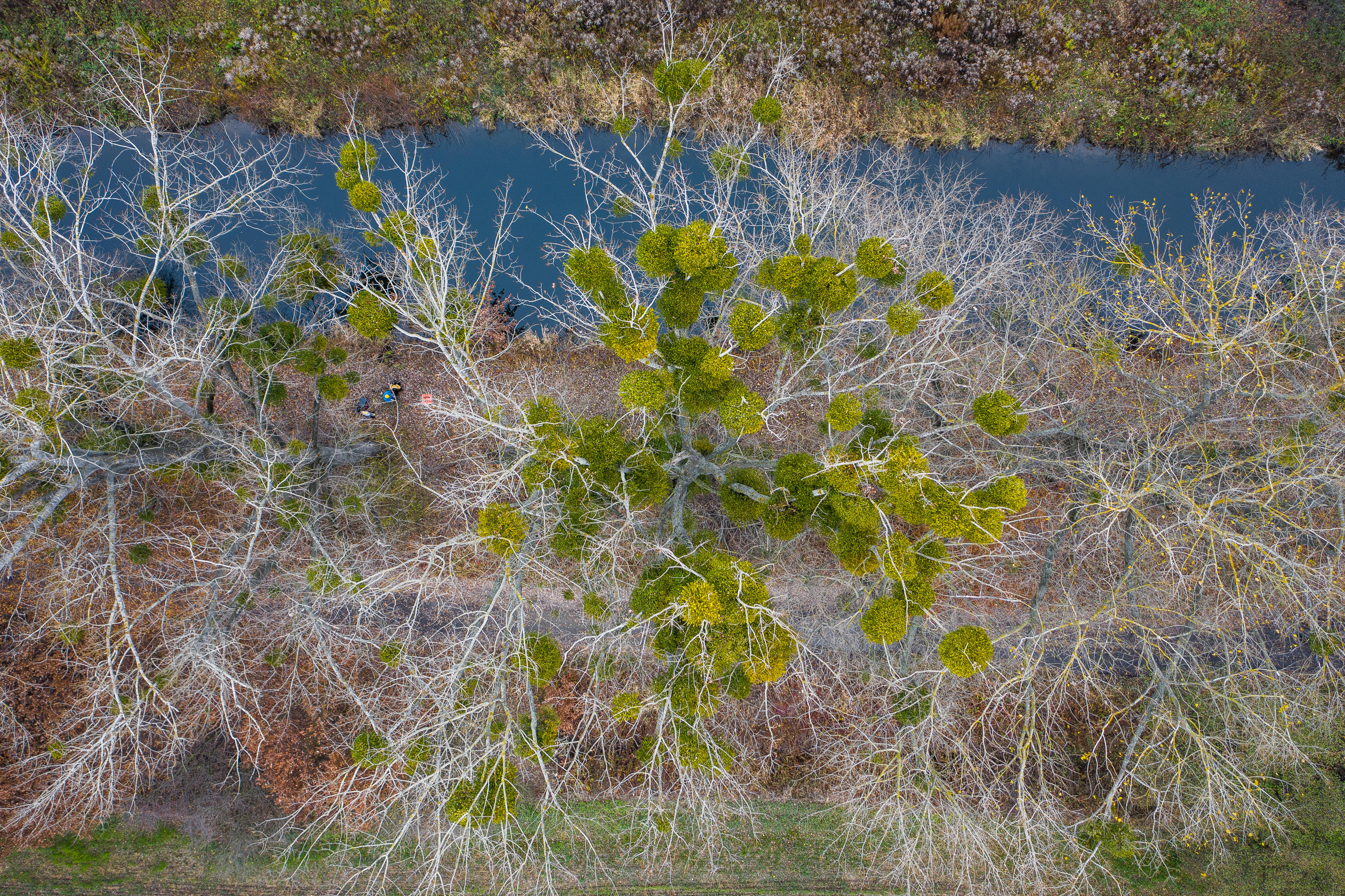
Vegetatieaspect van de boombewonde associatie Viscetum albi subsp. albi.

## Fotogalerij

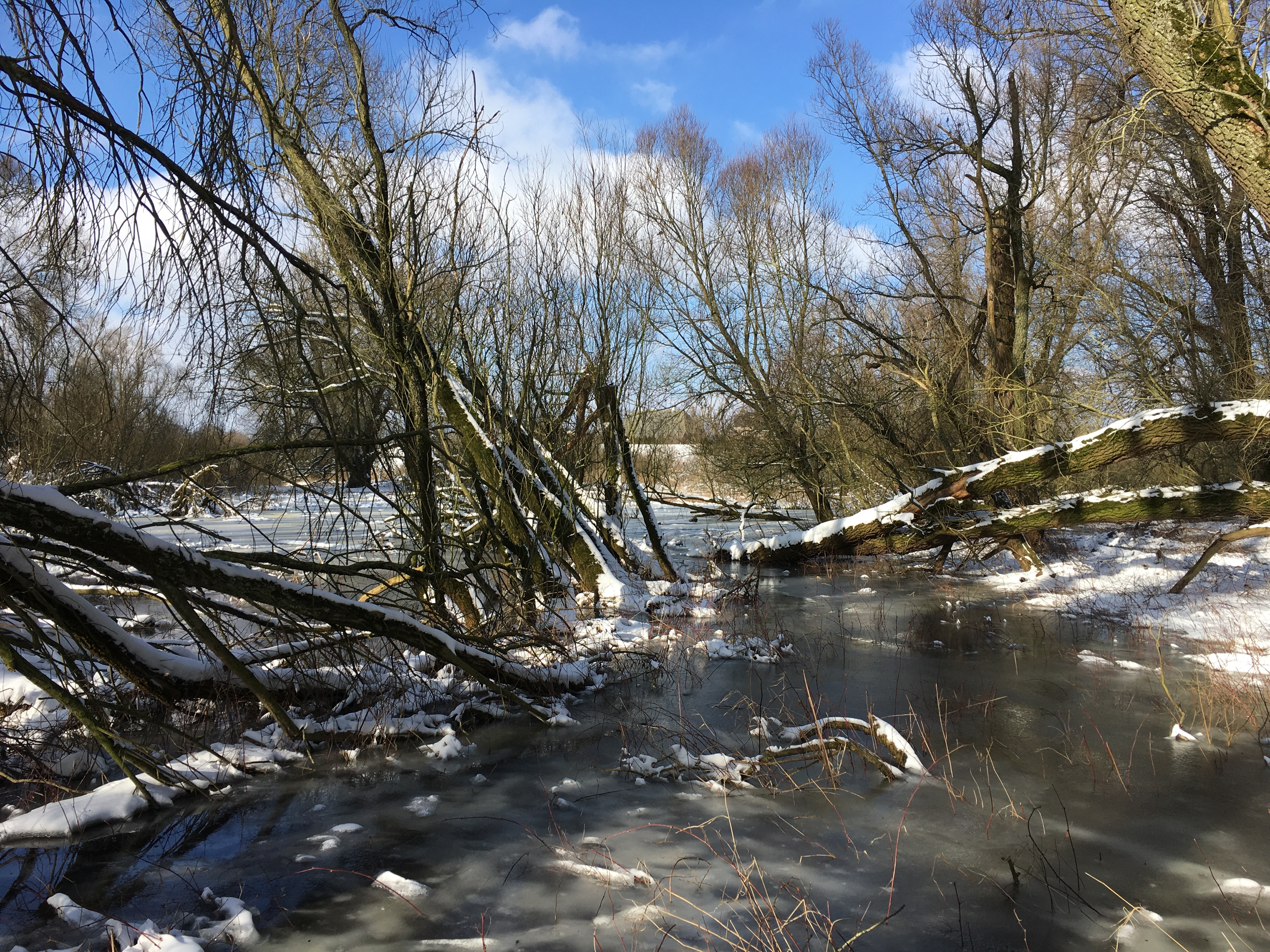
Winteraspect van een lissen-ooibos
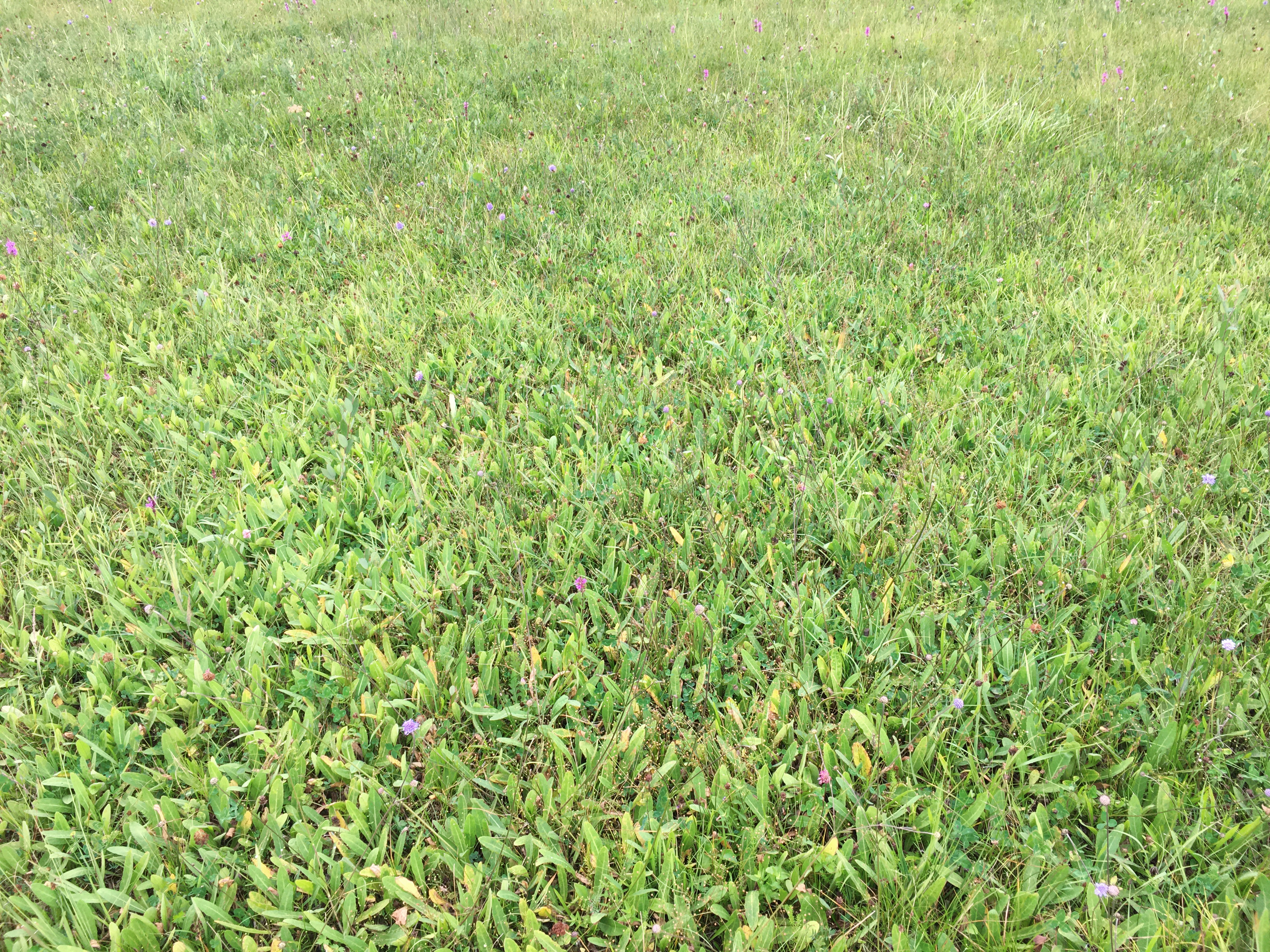
Laat zomeraspect van een blauwgrasland
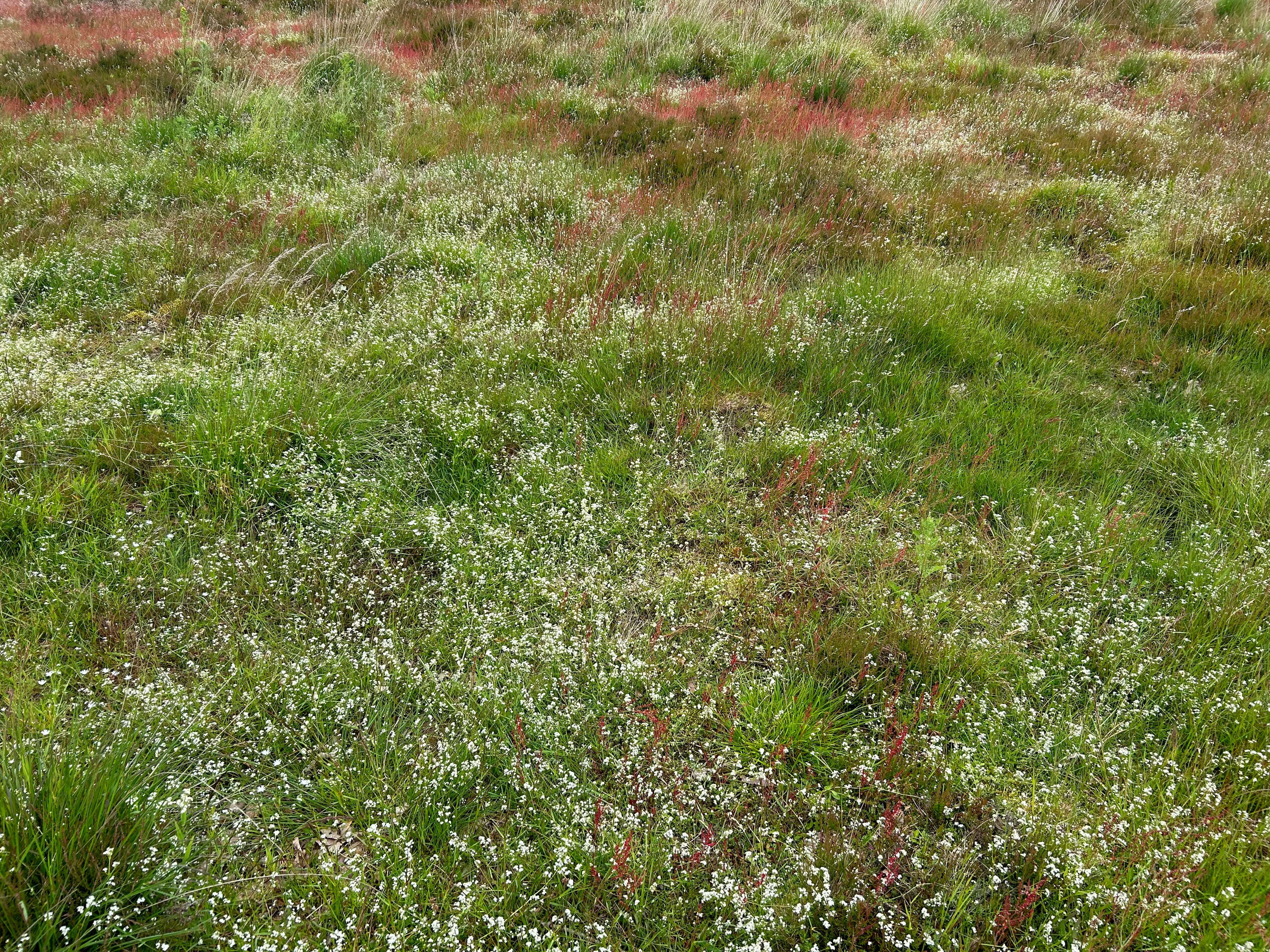
Vroeg zomeraspect van de associatie van liggend walstro en schapengras
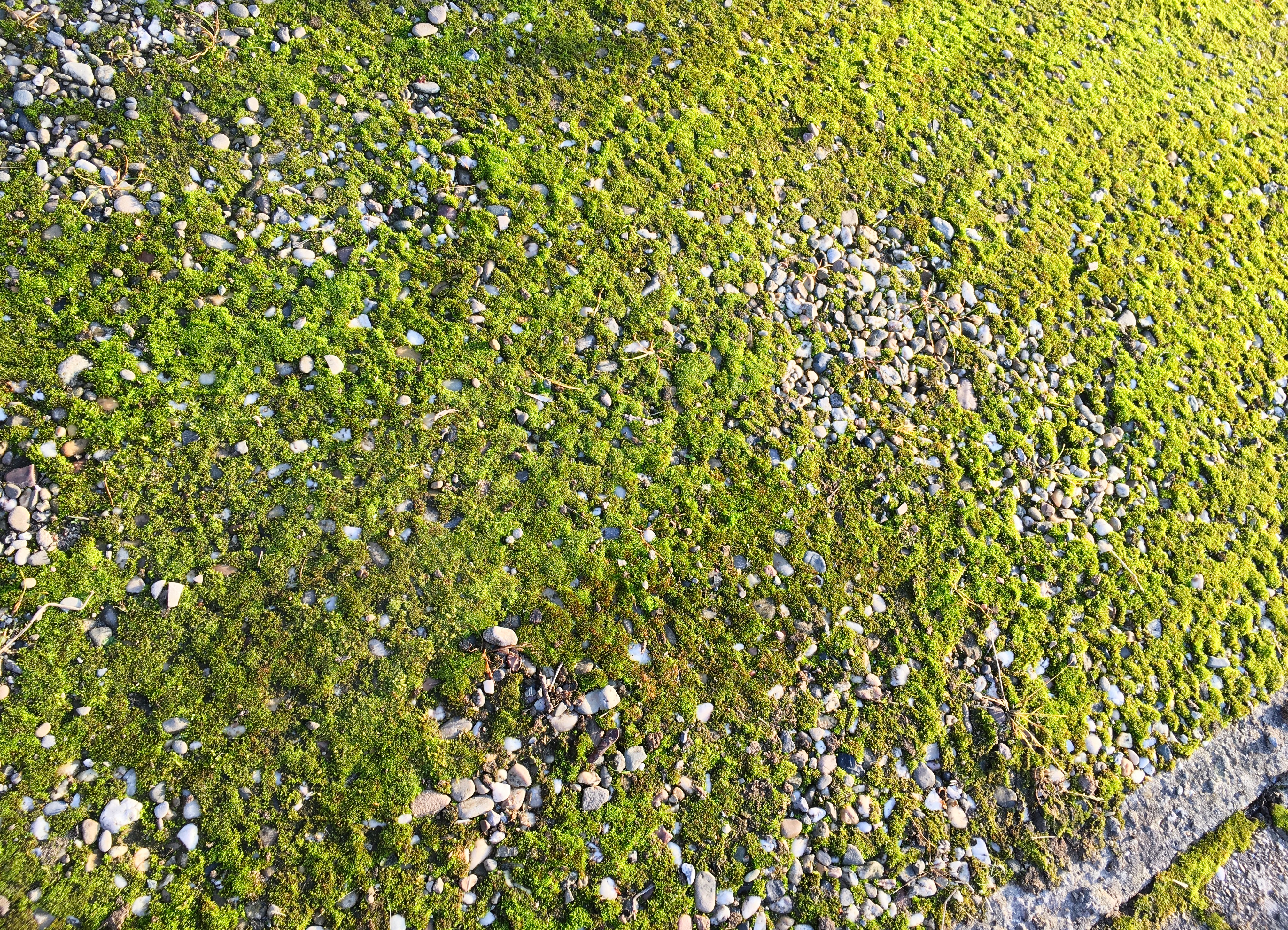
Een vegetatieaspect van de smaragdsteeltjes-associatie